# Football Club Arzignano Valchiampo 2022-2023
Questa voce raccoglie le informazioni riguardanti l'Arzignano Valchiampo nelle competizioni ufficiali della stagione 2022-2023.

## Stagione
A seguito della promozione dalla Serie D della passata stagione giocano nella terza serie.

## Divise e sponsor
Lo sponsor tecnico per la stagione 2022-2023 è Lotto.
Gli sponsor di maglia sono i seguenti: 
- main sponsor: Came, al centro delle divise.
- h3b
- CGM, sui pantaloncini

È inoltre presente, sulla parte centrale del petto, il logo "Vera Pelle" dell'Unione Nazionale Industria Conciaria.

## Rosa
Aggiornata al 21 gennaio 2023
| N. |                               | Ruolo | Calciatore           |
| -- | ----------------------------- | ----- | -------------------- |
| 1  | Italia (bandiera)             | P     | Giacomo Volpe        |
| 3  | Italia (bandiera)             | D     | Abdoulaye Coly Gning |
| 3  | Italia (bandiera)             | D     | Alberto Lattanzio    |
| 4  | Italia (bandiera)             | C     | Riccardo Casini      |
| 5  | Croazia (bandiera)            | D     | Ivo Molnar           |
| 6  | Guinea Equatoriale (bandiera) | C     | Valeriano Nchama     |
| 7  | Polonia (bandiera)            | A     | Szymon Fyda          |
| 8  | Italia (bandiera)             | C     | Lorenzo Bordo        |
| 9  | Italia (bandiera)             | A     | Francesco Grandolfo  |
| 10 | Italia (bandiera)             | C     | Lorenzo Cester       |
| 11 | Italia (bandiera)             | D     | Andrea Gemignani     |
| 12 | Italia (bandiera)             | P     | Riccardo Pigozzo     |
| 13 | Italia (bandiera)             | D     | Fabio Cariolato      |
| 15 | Italia (bandiera)             | C     | Federico Penzo       |

| N. |                   | Ruolo | Calciatore        |
| -- | ----------------- | ----- | ----------------- |
| 16 | Italia (bandiera) | C     | Marco Bontempi    |
| 17 | Italia (bandiera) | C     | Gianluca Barba    |
| 18 | Italia (bandiera) | D     | Luca Piana        |
| 19 | Italia (bandiera) | D     | Cosimo Nannini    |
| 20 | Italia (bandiera) | C     | Manuel Antoniazzi |
| 21 | Italia (bandiera) | D     | Andrea Bonetto    |
| 22 | Italia (bandiera) | P     | Ivan Saio         |
| 23 | Italia (bandiera) | D     | Federico Davi     |
| 24 | Italia (bandiera) | A     | Alberto Lunghi    |
| 26 | Italia (bandiera) | D     | Edoardo Grosso    |
| 27 | Italia (bandiera) | A     | Andrea Tremolada  |
| 28 | Italia (bandiera) | C     | Luca Belcastro    |
| 30 | Italia (bandiera) | C     | Mattia Tardivo    |
| 97 | Italia (bandiera) | A     | Giacomo Parigi    |

## Calciomercato

### Sessione estiva(dal 01/07 al 01/09)
| Acquisti | Acquisti            | Acquisti       | Acquisti   |
| R.       | Nome                | da             | Modalità   |
| -------- | ------------------- | -------------- | ---------- |
| P        | Riccardo Pigozzo    | Venezia        | prestito   |
| P        | Ivan Saio           | Sampdoria      | prestito   |
| P        | Giacomo Volpe       | Foggia         | definitivo |
| D        | Stefano Davi        | Südtirol       | prestito   |
| D        | Andrea Gemignani    |                | svincolato |
| D        | Edoardo Grosso      | Sestri Levante | definitivo |
| D        | Cosimo Nannini      | Lucchese       | definitivo |
| D        | Niccolò Samotti     | Sampdoria      | definitivo |
| D        | Luca Piana          | Potenza        | definitivo |
| D        | Gregorio Zanella    | Luparense      | definitivo |
| C        | Gianluca Barba      | Pontedera      | definitivo |
| C        | Marco Bontempi      | Sampdoria      | prestito   |
| C        | Lorenzo Bordo       | Turris         | definitivo |
| C        | Stefano Cester      | L.R. Vicenza   | prestito   |
| C        | Mattia Tardivo      | Mestre         | definitivo |
| A        | Fabio Campion       | Padova         | definitivo |
| A        | Francesco Grandolfo | Monopoli       | definitivo |
| A        | Giacomo Parigi      | Campobasso     | definitivo |
| A        | Andrea Tremolada    | Giana Erminio  | definitivo |

| Cessioni | Cessioni              | Cessioni        | Cessioni   |
| R.       | Nome                  | a               | Modalità   |
| -------- | --------------------- | --------------- | ---------- |
| P        | Filippo Bacchin       | Alcione         | definitivo |
| P        | Daniele Indelicato    | Castellanzese   | definitivo |
| D        | Davide Parise         | Cjarlins Muzane | definitivo |
| D        | Cristiano Bigolin     | Seregno         | definitivo |
| D        | Alessandro Pasqualino | Dolomiti        | definitivo |
| C        | Daniele Forte         | Arezzo          | definitivo |
| C        | Luigi Sarli           | Notaresco       | definitivo |
| A        | Paolo Beltrame        | Luparense       | definitivo |
| A        | Vincenzo Calì         |                 | svincolato |
| A        | Yves Gnegnene Gnago   | Luparense       | definitivo |
| A        | Marco Moras           | Adriese         | definitivo |

### Sessione invernale(dal 2/1 al 31/1)
| Acquisti | Acquisti          | Acquisti     | Acquisti   |
| R.       | Nome              | da           | Modalità   |
| -------- | ----------------- | ------------ | ---------- |
| D        | Alberto Lattanzio | L.R. Vicenza | prestito   |
| C        | Luca Belcastro    | Trento       | definitivo |
| C        | Alberto Lunghi    |              | svincolato |

| Cessioni | Cessioni             | Cessioni           | Cessioni   |
| R.       | Nome                 | a                  | Modalità   |
| -------- | -------------------- | ------------------ | ---------- |
| P        | Giacomo Volpe        | Feralpisalò        | definitivo |
| D        | Gregorio Zanella     | Montecchio         | definitivo |
| D        | Abdoulaye Coly Gning | Union Clodiense CS | prestito   |

## Risultati

### Serie C

#### Girone di andata
| Arbitro: | Restaldo (Ivrea) |

|                |           |               |
| Lombardoni 90’ | Marcatori | 74’ Grandolfo |

| Arbitro: | Di Francesco (Ostia Lido) |

|            |           |            |
| Molnar 22’ | Marcatori | 36’ Felici |

| Arbitro: | Iacobellis (Pisa) |

|  |           |                  |
|  | Marcatori | 90+4’ Antoniazzi |

| Arbitro: | Zanotti (Rimini) |

|                          |           |  |
| Parigi 6’, 26’ Barba 66’ | Marcatori |  |

| Arbitro: | Ramondino (Palermo) |

|           |           |                        |
| Arini 32’ | Marcatori | 45+1’ (rig.) Grandolfo |

| Arbitro: | Deirio (Reggio Emilia) |

|               |           |           |
| Cariolato 72’ | Marcatori | 57’ Ferri |

| Arbitro: | Ancora (Roma 1) |

|                          |           |  |
| Pinato 10’ Bruscagin 78’ | Marcatori |  |

| Arbitro: | Bordin (Castellammare di Stabia) |

|                            |           |            |
| Legati 55’ (aut.) Fyda 66’ | Marcatori | 22’ Guerra |

| Arbitro: | Iannello (Messina) |

|  |           |                                |
|  | Marcatori | 6’ Piana 8’ Fyda 28’ Tremolada |

| Arbitro: | Catanoso (Reggio Calabria) |

|  |           |                             |
|  | Marcatori | 25’ Pinzauti 38’ Battistini |

| Verona 30 ottobre 2022, ore 14:30 CEST 11ª giornata | Virtus Verona    | 0 – 0 referto | Arzignano Valchiampo | Stadio Mario Gavagnin-Sinibaldo Nocini (367 spett.)\| Arbitro: \| Cerbasi (Arezzo) \| |
| Arbitro:                                            | Cerbasi (Arezzo) |               |                      |                                                                                       |

| Padova 6 novembre 2022, ore 17:30 CEST 12ª giornata                           | Padova    | 2 – 2 referto       | Arzignano Valchiampo | Stadio Euganeo (2 907 spett.) |
| \| \| \| \| \| Liguori 45’, 63’ (rig.) \| Marcatori \| 41’ Cester 73’ Fyda \| |           |                     |                      |                               |
|                                                                               |           |                     |                      |                               |
| Liguori 45’, 63’ (rig.)                                                       | Marcatori | 41’ Cester 73’ Fyda |                      |                               |

| Arbitro: | Gianquinto (Parma) |

|  |           |              |
|  | Marcatori | 39’ Pierobon |

| Arbitro: | Gangi (Enna) |

|              |           |                         |
| Cogliati 48’ | Marcatori | 8’ Cariolato 39’ Parigi |

| Arbitro: | Bordin (Bassano del Grappa) |

|  |           |              |
|  | Marcatori | 54’ Dalmonte |

| Arbitro: | Maccarini (Arezzo) |

|               |           |         |
| Gemignani 72’ | Marcatori | 2’ Saco |

| Arbitro: | Djurdjevic (Trieste) |

|                                                |           |                   |
| Khailoti 16’ Galuppini 18’ (rig.) González 78’ | Marcatori | 65’ (rig.) Parigi |

| Arbitro: | Renzi (Pesaro) |

|                          |           |                |
| Barba 87’ Antoniazzi 89’ | Marcatori | 6’ Muharemović |

| Arbitro: | Canci (Carrara) |

|                              |           |  |
| Malotti 26’, 90+5’ Silva 40’ | Marcatori |  |

#### Girone di ritorno
| Arzignano 23 dicembre 2022, ore 14:30 CET 20ª giornata | Arzignano Valchiampo | 0 – 0 referto | Pro Patria | Stadio Dal Molin (236 spett.)\| Arbitro: \| Tona Mbei (Cuneo) \| |
| Arbitro:                                               | Tona Mbei (Cuneo)    |               |            |                                                                  |

| Arbitro: | Luongo (Napoli) |

|  |           |           |
|  | Marcatori | 41’ Piana |

| Arbitro: | Vergaro (Bari) |

|            |           |             |
| Parigi 82’ | Marcatori | 19’ Corradi |

| Arbitro: | Vogliacco (Bari) |

|          |           |                                     |
| Morra 5’ | Marcatori | 20’ (rig.) Grandolfo 45’ Antoniazzi |

| Arzignano 29 gennaio 2023, ore 14:30 CET 24ª giornata | Arzignano Valchiampo | 0 – 0 | Pergolettese | Stadio Dal Molin |

| Trento 01 febbraio 2023, ore 14:30 CET 25ª giornata                | Trento    | 1 – 1 referto       | Arzignano Valchiampo | Stadio Briamasco |
| \| \| \| \| \| Petrovic 43’ \| Marcatori \| 45+1’ (rig.) Parigi \| |           |                     |                      |                  |
|                                                                    |           |                     |                      |                  |
| Petrovic 43’                                                       | Marcatori | 45+1’ (rig.) Parigi |                      |                  |

| Arzignano 5 febbraio 2023, ore 14:30 CET 26ª giornata                            | Arzignano Valchiampo | 3 – 1 referto | Pordenone | Stadio Dal Molin |
| \| \| \| \| \| Garndolfo 1’ Molnar 31’ Parigi 45+2’ \| Marcatori \| 90’ Edera \| |                      |               |           |                  |
|                                                                                  |                      |               |           |                  |
| Garndolfo 1’ Molnar 31’ Parigi 45+2’                                             | Marcatori            | 90’ Edera     |           |                  |

| Salò 11 febbraio 2023, ore 14:30 CET 27ª giornata | Feralpisalò | 1 – 0 referto | Arzignano Valchiampo | Stadio Lino Turina |
| \| \| \| \| \| Siligardi 31’ \| Marcatori \| \|   |             |               |                      |                    |
|                                                   |             |               |                      |                    |
| Siligardi 31’                                     | Marcatori   |               |                      |                    |

| Arzignano 18 febbraio 2023, ore 17:30 CET 28ª giornata                                                 | Arzignano Valchiampo | 5 – 1 referto | AlbinoLeffe | Stadio Dal Molin |
| \| \| \| \| \| Lunghi 6’, 43’ Barba 33’ Grandolfo 53’ Belcastro 90+1’ \| Marcatori \| 37’ Frosinini \| |                      |               |             |                  |
| |                      |               |             |                  |
| Lunghi 6’, 43’ Barba 33’ Grandolfo 53’ Belcastro 90+1’                                                 | Marcatori            | 37’ Frosinini |             |                  |

| 28 febbraio 2023, ore 14:30 CET 29ª giornata                           | Lecco     | 2 – 1 referto | Arzignano Valchiampo | Stadio Mario Rigamonti-Mario Ceppi |
| \| \| \| \| \| Zambataro 28’ Tordini 66’ \| Marcatori \| 32’ Cester \| |           |               |                      |                                    |
|                                                                        |           |               |                      |                                    |
| Zambataro 28’ Tordini 66’                                              | Marcatori | 32’ Cester    |                      |                                    |

| Arzignano 5 marzo 2023, ore 17:30 CET 309ª giornata | Arzignano Valchiampo | 0 – 0 referto | Virtus Verona | Stadio Dal Molin |

| Arzignano 12 marzo 2023, ore 14:30 CET 31ª giornata | Arzignano Valchiampo | 0 – 1 referto | Padova | Stadio Dal Molin |
| \| \| \| \| \| \| Marcatori \| 77’ Cannavò \|       |                      |               |        |                  |
|                                                     |                      |               |        |                  |
|                                                     | Marcatori            | 77’ Cannavò   |        |                  |

| Mantova 15 marzo 2023, ore 17:30 CET 32ª giornata | Mantova   | 0 – 1 referto | Arzignano Valchiampo | Stadio Danilo Martelli |
| \| \| \| \| \| \| Marcatori \| 82’ Bordo \|       |           |               |                      |                        |
|                                                   |           |               |                      |                        |
|                                                   | Marcatori | 82’ Bordo     |                      |                        |

| Arzignano 19 marzo 2023, ore 14:30 CET 33ª giornata | Arzignano Valchiampo | 0 – 0 referto | Sangiuliano City | Stadio Dal Molin |

| Vicenza 26 marzo 2023, ore 14:30 CET 34ª giornata                                          | L.R. Vicenza | 2 – 3 referto                           | Arzignano Valchiampo | Stadio Romeo Menti |
| \| \| \| \| \| Ferrari 34’, 38’ \| Marcatori \| 22’ Antoniazzi 28’ Parigi 54’ Grandolfo \| |              |                                         |                      |                    |
|                                                                                            |              |                                         |                      |                    |
| Ferrari 34’, 38’                                                                           | Marcatori    | 22’ Antoniazzi 28’ Parigi 54’ Grandolfo |                      |                    |

| Vercelli 2 aprile 2023, ore 14:30 CET 35ª giornata | Pro Vercelli | 1 – 0 | Arzignano Valchiampo | Stadio Silvio Piola |
| \| \| \| \| \| Laribi 12’ \| Marcatori \| \|       |              |       |                      |                     |
|                                                    |              |       |                      |                     |
| Laribi 12’                                         | Marcatori    |       |                      |                     |

| Arbitro: | Cerbasi (Arezzo) |

|           |           |              |
| Lunghi 9’ | Marcatori | 47’ González |

| Arbitro: | Gangi (Enna) |

|  |           |           |
|  | Marcatori | 29’ Bordo |

| Arbitro: | Iannello (Messina) |

|                            |           |                                      |
| Fantacci 8’ Antoniazzi 86’ | Marcatori | 6’ Sorrentino 28’ Angeli 86’ Malotti |

### Play-off
| Renate 11 maggio 2023, ore 20:00 CEST Primo turno | Renate            | 0 – 0 referto | Arzignano Valchiampo | Stadio Mino Favini (280 spett.)\| Arbitro: \| Scarpa (Collegno) \| |
| Arbitro:                                          | Scarpa (Collegno) |               |                      |                                                                    |

### Coppa Italia Serie C

#### Turni eliminatori
| Arbitro: | Gemelli (Messina) |

|  |           |                |
|  | Marcatori | 68’ Antoniazzi |

| Arbitro: | Baratta (Rossano) |

|                                                   |           |                          |
| Rolfini 14’ Ferrari 28’ Scarsella 46’ Ierardi 50’ | Marcatori | 36’ Parigi 83’ Cariolato |

## Statistiche

### Statistiche di squadra
aggiornate al 21/1/2023
| Competizione         | Punti | In casa | In casa | In casa | In casa | In casa | In casa | In trasferta | In trasferta | In trasferta | In trasferta | In trasferta | In trasferta | Totale | Totale | Totale | Totale | Totale | Totale | DR |
| Competizione         | Punti | G       | V       | N       | P       | Gf      | Gs      | G            | V            | N            | P            | Gf           | Gs           | G      | V      | N      | P      | Gf     | Gs     | DR |
| -------------------- | ----- | ------- | ------- | ------- | ------- | ------- | ------- | ------------ | ------------ | ------------ | ------------ | ------------ | ------------ | ------ | ------ | ------ | ------ | ------ | ------ | -- |
| Serie C              | 33    | 11      | 3       | 5       | 3       | 11      | 10      | 12           | 5            | 4            | 3            | 14           | 14           | 23     | 8      | 9      | 6      | 25     | 24     | +1 |
| Coppa Italia Serie C | -     | 0       | 0       | 0       | 0       | 0       | 0       | 2            | 1            | 0            | 1            | 3            | 4            | 2      | 1      | 0      | 1      | 3      | 4      | -1 |
| Totale               | -     | 11      | 3       | 5       | 3       | 11      | 10      | 14           | 6            | 4            | 4            | 17           | 18           | 25     | 9      | 9      | 7      | 28     | 28     | 0  |